# 加藤紘一宅放火事件
加藤紘一宅放火事件（かとうこういちたくほうかじけん）とは、2006年（平成18年）8月15日に自由民主党の衆議院議員であった加藤紘一の自宅で発生した放火事件である。

## 概要
2006年（平成18年）8月15日午後5時50分頃、山形県鶴岡市の元自民党幹事長加藤紘一の実家から出火し、加藤の実家と隣接する事務所が全焼した。実家に住む加藤の母は外出中で無事だった。
出火直後、現場に倒れていた男が病院に搬送された。男は腹に切り傷を負い、煙で気管支を熱傷をしており、使っていたレンタカーから右翼団体「大日本同胞社」幹部(以下Aとする)であることが判明した。山形県警察の捜査で、Aは加藤の実家1階の無施錠の玄関から侵入し、寝室にガソリンを撒いて火をつけた後で、包丁で割腹自殺を図ったことが判明し、現住建造物等放火罪と住居侵入罪の容疑で逮捕された。
犯行の動機について「加藤が小泉純一郎首相の靖国神社参拝に批判的な発言をしていたことに抗議を示したかった」とされた。犯行日は、小泉が靖国神社を参拝した日であった（小泉は内閣総理大臣就任以前から、8月15日の靖国神社参拝を公言していた）。
8月28日に小泉は記者団に対し、「暴力で言論を封じる行為は決して許されることではない」と述べ、記者団からの「首相の靖国参拝がナショナリズムをあおっていると考えないか」との質問には、「全くそれはない」と否定した。
2007年（平成19年）5月31日、山形地裁は山形地検の求刑・懲役12年に対し、被告人Aに放火及び失火の罪で懲役8年を言い渡して、確定判決となった。判決理由では「言論封鎖を目的にした民主主義に挑戦する卑劣な行為。刑事責任は放火事件の中では格段に重い」と言い渡した。

## 物議を醸した発言
自民党衆議院議員の稲田朋美が、2006年（平成18年）8月29日に「『立ち上がれ!日本』ネットワーク」が「新政権に何を期待するか」と題して、東京都内で開いたシンポジウムの席上、加藤と対談したことを紹介しこの事件について、「対談記事が掲載された15日に、先生の家が丸焼けになった」と軽い口調で話したと報じられた。政界の陰陽師と言われた富士谷紹憲は、小泉純一郎の靖国神社参拝を支持する者の怨霊が放火犯人を使ってやらせた、その意味では、犯人も被害者である、と主張した。